# Aizkraukle socken
Aizkraukle socken (lettiska: Aizkraukle pagasts) är ett administrativt område i Aizkraukle kommun, Lettland.